# Karl Scheit

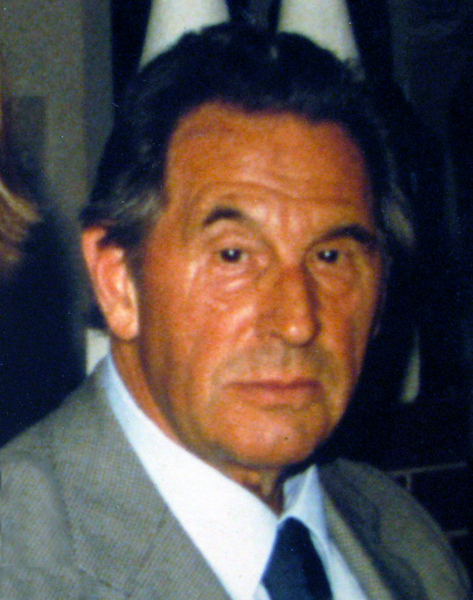
Karl Scheit (1981)

Karl Scheit (* 21. April 1909 in Schönbrunn (heute: Svinov, Stadtteil von Ostrava); † 22. November 1993 in Wien) war ein österreichischer Gitarrist, Lautenist, Komponist, Musiknotenherausgeber und Musikpädagoge. Er war ordentlicher Hochschulprofessor an der Hochschule für Musik und darstellende Kunst in Wien.

## Leben
Karl Scheit wurde 1909 als Sohn des Militärkapellmeisters Emanuel Scheit geboren. Sein Bruder Albert Scheit war später Flötist an der Volksoper Wien. Karl erhielt zunächst Geigenunterricht bei seinem Vater; Gitarre erlernte er, angeregt um 1925 durch das Spiel des Mozzani-Schülers Joseph „Sepp“ Bacher (* 1902), autodidaktisch. Er studierte zuerst Violine am Konservatorium Linz und von 1926 bis 1928 Gitarre bei Jakob Ortner an der Musikakademie Wien.
Ab 1929 war er als Konzertgitarrist auf Tourneen in Europa, Asien und Amerika. Er gab Konzerte im Rundfunk und spielte viele LPs bzw. CDs ein.
Scheit war von 1932 bis 1938 Gitarrenlehrer an der Bundeserziehungsanstalt in Wien. Von 1933 bis 1984 unterrichtete er an der Wiener Musikakademie bzw. Musikhochschule, der heutigen Universität für Musik und darstellende Kunst Wien und von 1938 bis 1958 am Wiener Konservatorium, 1952 erhielt er eine Professur. Gemeinsam mit Luise Walker hatte er einen maßgeblichen Einfluss auf die Gitarrenpädagogik in Wien. Bekannte Studenten von Scheit waren unter anderem Ralph Towner, Maritta Kersting, Konrad Ragossnig, Reinbert Evers und Leon Koudelak. Im Jahr 1979 wurde er emeritiert. Durch die Fernsehserie Gitarre für alle machte er sein Instrument bekannt. Scheit war zudem Herausgeber von Gitarrenliteratur bei Universal Edition und ab 1957 beim Wiener Verlag Doblinger. Seine bei Auftritten von ihm bevorzugten Instrumente waren Gitarren von Hauser.
Er war 1953 Mitbegründer des Ensembles „Schola antiqua Wien“, zu dessen Mitgliedern Luise Schreiber-Scheit (seine Frau), Marie Leonhardt, Eduard Melkus, Josef Mertin, Gustav Leonhardt und Peter Stummer gehörten. Die Gruppe widmete sich der Historischen Aufführungspraxis.
Scheit zu Ehren veranstaltet die Universität in Wien postum regelmäßig einen internationalen Gitarrenwettbewerb.

## Auszeichnungen
- 1960: Österreichisches Ehrenkreuz für Wissenschaft und Kunst
- 1972: Goldenes Ehrenzeichen für Verdienste um das Land Niederösterreich
- 1976: Großes Ehrenzeichen für Verdienste um die Republik Österreich
- 1979: Ehrenmedaille der Bundeshauptstadt Wien in Gold
- 1989: Chevalier des Arts et des Lettres

## Publikationen (Auswahl)
- mit Erwin Schaller: Lehrwerk für  Gitarre. 5 Bände. Universal Edition, Wien 1936; Neuausgabe 1939–1941.
- als Hrsg.: Musik für Gitarre. über 90 Bände. Universal Edition, Wien.
- als Hrsg.: Leichte Spielstücke für Gitarre. 6 Bände. Universal Edition, Wien.

## Diskografie (Auswahl)
- Renaissance- und Barockmusik für Gitarre. Amadeo AVRS 6108 (Vanguard BG 548)
- Meisterwerke der klassischen Gitarre. Amadeo AVRS 6372 (Vanguard BG 625)
- Joseph Haydn: Quartett in D-Dur für konzertante Gitarre, Violine, Viola und Violoncello / Luigi Boccherini: Quintett für Gitarre und Streicher. Amadeo AVRS 6153 (Vanguard VRS 1044)
- Kammermusik von Händel und Haydn. Amadeo AVRS 6340
- mit W. Böttcher (Dirigent): Karl Scheit und die Wiener Solisten: Konzerte für Gitarre und Kammerorchester von A. Vivali, G. Torelli und F. Carulli. Galliarde von John Dowland. Amadeo AVRS 6236 (Vanguard BG 618)
- Masterpieces of the Classical Guitar, Vol. 1 von Karl Scheit; (Musical Heritage Society)
- Masterpieces of the Classical Guitar, Vol. 2 von Karl Scheit; (Musical Heritage Society)
- Masterpieces of the Classical Guitar, Vol. 3 von Karl Scheit; (Musical Heritage Society) – auch bekannt unter dem Titel The Virtuoso Guitar, Vol. 2
- Nacht Voller Wunder von Irmgard Seefried, Karl Scheit (Preiser Records)
- Hans Erich Apostel und das Streichquartett (inkl.: Hans Erich Apostel und sein Freund, Gitarrist Karl Scheit, besprechen Apostels Sechs Musiken für Gitarre)

## Literatur
